# Liste der Monuments historiques in Pommeuse
Die Liste der Monuments historiques in Pommeuse führt die Monuments historiques in der französischen Gemeinde Pommeuse auf.

## Liste der Objekte
| Bezeichnung                                      | Beschreibung                                       | Standort | Kennzeichnung | Schutzstatus | Datum | Bild |
| ------------------------------------------------ | -------------------------------------------------- | -------- | ------------- | ------------ | ----- | ---- |
| Fragment des ehemaligen Retabels des Hauptaltars | Holz, 18. Jahrhundert; in der Kirche St-Martin     | (Lage)   | PM77003410    | Inscrit      | 1979  |      |
| Skulptur des heiligen Vinzenz                    | Holz (?), 17. Jahrhundert; in der Kirche St-Martin | (Lage)   | PM77003409    | Inscrit      | 1979  |      |